# Адриан Ондрусовский
Адриа́н Ондру́совский (Андру́совский, в миру — Завалишин Андрей Никифорович; конец XV века — 15 мая 1550, деревня Обжа) — русский православный святой, преподобномученик, основатель Андрусовской пустыни.
Память совершается 17 мая (перенесение мощей) и 26 августа (по юлианскому календарю).

## Биография
По преданию, родом из московских бояр Завалишиных, в миру — Андрей Завалишин.
Во время охоты, преследуя оленя, Андрей увидел келью Александра Свирского и с тех пор стал часто бывать у преподобного, внимал его наставлениям, приносил ему хлеб. Вскоре оставил имение, ушёл в Спасо-Преображенский Валаамский монастырь, где принял постриг с именем Адриан. Через несколько лет поселился на уединённом полуострове юго-восточной части Ладожского озера.
В 1549 году стал восприемником дочери Ивана Грозного.
В 1550 году был убит крестьянами деревни Обжа. Спустя два года нетленные мощи святого были найдены иноками основанной им Андрусовской пустыни и перенесены в обитель. В 1828 году мощи святого были перенесены в соборный храм Введения Богородицы.